# Weli

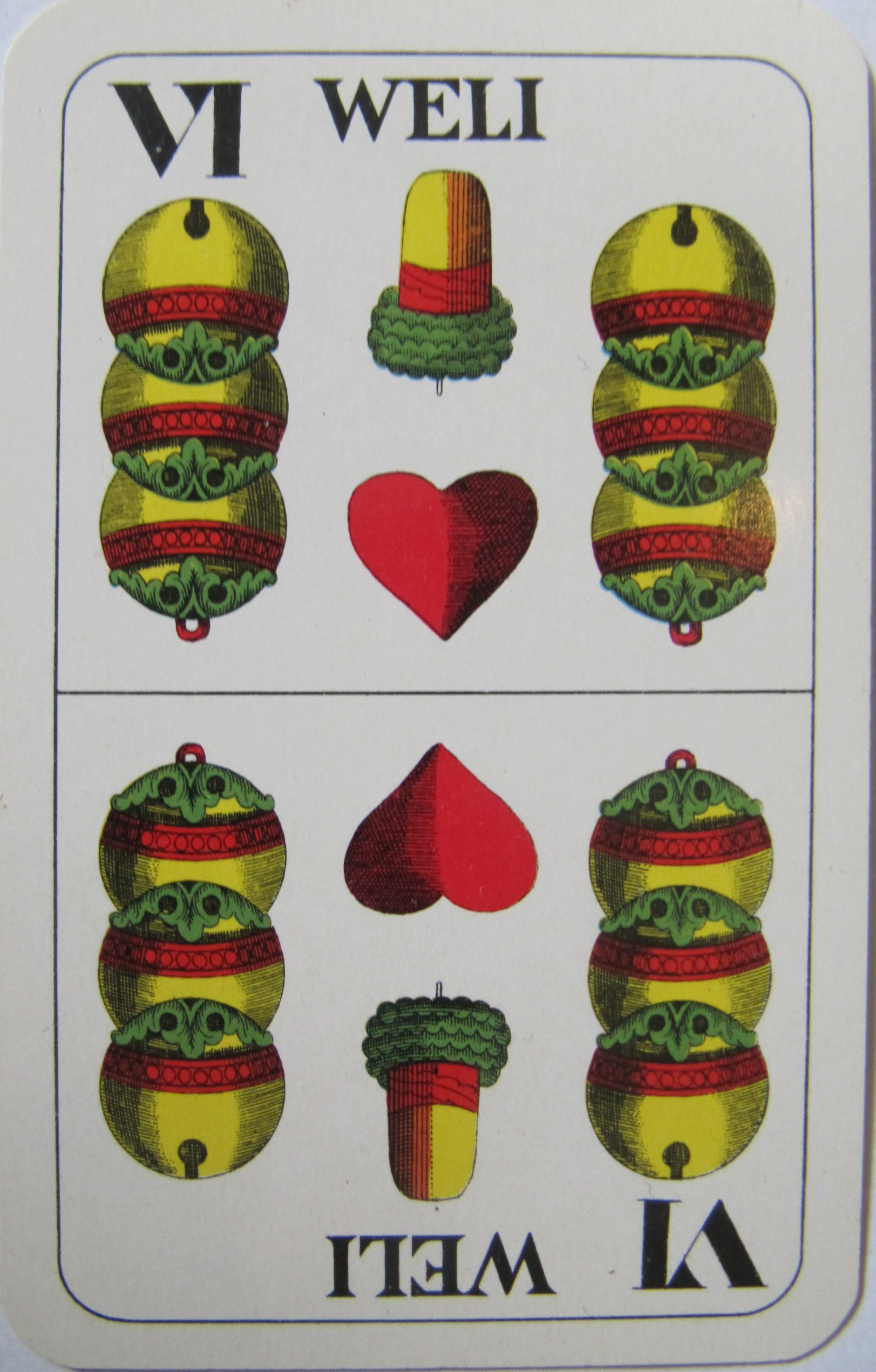
Ein Weli aus einem Doppeldeutschen Blatt

Der (selten auch die) Weli ist eine Spielkarte des Doppeldeutschen (Jahreszeiten Bild) und Einfachdeutschen (Salzburger Bild) Kartenblatts. Er ersetzt die Schellen 6 und wird in vielen Spielen als Joker eingesetzt, weshalb er zusätzlich die Farbzeichen Herz und Eichel trägt.

## Geschichte
Der Weli, mundartlich auch als Wöli, Welti, Belli oder Belle bezeichnet, entstand im frühen 19. Jahrhundert. Er wurde durch das Aufkommen der Spiele Watten, Bieten und Perlaggen im gemischtsprachigen Bozener Unterland eingeführt. Der Vorgänger des Weli als Schellen 6 war der settebello als Schellen 7, welcher wohl von Anfang an eine Spezialfunktion in den Schönen Karten (Belli), später als Kritische bezeichnet, innehatte. Durch das Hinzufügen der Schellen 6 als Spezialkarte wurde diese als Großer Welli, die Schellen 7 als Kleiner Welli bezeichnet. Diese Namen sind in Österreich und Südtirol teilweise heute noch in Gebrauch.
Die Bezeichnung Weli entstand durch eine Lautverschiebung der vorherrschenden Südbayerischen Mundart (Belli zu Welli). Ähnliches geschah beim Batten, vom italienischen Vorläuferspiel battare (klopfen, schlagen), zu Watten. Ab 1840 wurde die Schreibweise teilweise von Welli auf Weli geändert. Die älteste bekannte Weli-Karte wurde um 1830/35 in Innsbruck hergestellt. Die ersten Weli-Karten wurden im Bayerischen, Tiroler und Linzer Bild gedruckt, teilweise auch als stumme Welis also noch ohne die spezielle Aufschrift. Der Weli ziert außerdem das bis heute in Vorarlberg und Südtirol verwendete Salzburger Bild von C.Titze & Schickay aus Wien (1866) mit einem Grabmal, welches die Bild-Zeichnung der früheren Schellen 6 ist. Nur im Tiroler Bild blieb der volle Name mit zwei L bis zum Verschwinden des Bildes um 1910 erhalten.

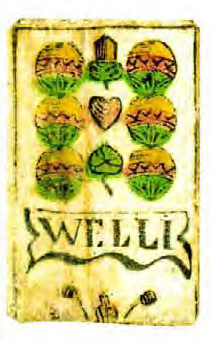
Ältester bekannter Weli um 1830/35, Johann Fasser, Innsbruck Hötting (Bayerisches Bild in Tirol)

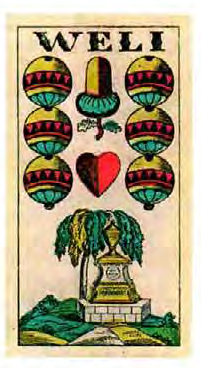
Weli im Salzburger Bild, C.Titze & Schickay, Wien 1866

## Sonderfunktion
Er hat neben dem Spielwert Schellen-6 auch oft die Funktion eines Jokers, was durch die Darstellung zweier weiterer Spielfarben (Eichel und Herz, Laub fiel historisch aus Platzgründen weg) und durch die spezielle Bezeichnung (sie ist die einzige Spielkarte mit einer Beschriftung) verdeutlicht wird. Beim heute sehr beliebten Watten stellt er entweder die kleinste Trumpfkarte oder die Schellen 6 da. Beim Kritischen Watten, wohl die Urform des Wattens, ist er hingegen die zweithöchste Karte nach dem Herz-König. Beim Watten mit 32 Karten und ohne Weli-Karte wird der Schellen 7 meist als Weli bezeichnet.